# زنان قاتل (مجموعه تلویزیونی ۲۰۲۲)
زنان قاتل (انگلیسی: Mujeres asesinas) یک مجموعهٔ تلویزیونی درام اینترنتی است که در ۴ نوامبر ۲۰۲۲ منتشر شد. این سریال، نسخه بازسازی‌شده از مجموعه‌ای به همین نام است که بر اساس مجموعه کتاب‌های «ماریسا گرینستاین» ساخته شده‌است.

## گزیدهٔ بازیگران
- سارا مالدونادو
- یالیتسا آپاریسیو
- جدت
- آلسریا رامیرس
- لتیسیا اوئیخارا
- کاترین سیاچوکه
- آرلت تران
- کلاودیا رامیرس
- کلاودیا مارتین
- دیانا گلدن